# Sikkim- und Bhutan-Rüstung
Eine Sikkim- und Bhutan-Rüstung ist eine Schutzwaffe aus Sikkim und Bhutan.

## Beschreibung
Eine Sikkim- und Bhutan-Rüstung besteht in der Regel aus Eisen und anderen Metallen. Sie ist ein Kettenpanzer, der Oberkörper, Arme und Beine bedeckt. Der dazugehörige Helm besteht aus Stahl und ist im Inneren gepolstert. Die Wangen- und Nackenklappen sind aus schwerem Brokat. Der Kragen des Hemdes besteht aus rotem Flanell und ist durch eine innere Lage aus Leder versteift. Als Verstärkung dient ein Brustpanzer aus runden Platten. Dieser ist eine Version des persischen- und indischen Char Aina. Ein Gürtel aus an den Enden abgerundeten Metallstücken, die auf Leder aufgenietet sind, schützt den Bereich des Unterbauches und des Rückens. Zu dieser Rüstung wird in der Regel ein Untergewand aus Leder oder Stoff getragen. Diese Art der Rüstung war in Tibet bis zum 20. Jahrhundert im Gebrauch.